# Residencial Itália
Residencial Itália é um pequeno bairro da cidade brasileira de Goiânia, localizado na região norte do município, no limite com a região noroeste.
O bairro tem, como uma de suas principais vias, a Avenida Carrinho Cunha, que se inicia no Parque das Flores. A via foi determinada como via coletora de Goiânia ainda em 2000 e serve como ligação do norte para a região noroeste de Goiânia.
Segundo dados do Instituto Brasileiro de Geografia e Estatística (IBGE), divulgados pela prefeitura, no Censo 2010 a população do Residencial Itália era de 271 pessoas.